# Bout de Zan se venge

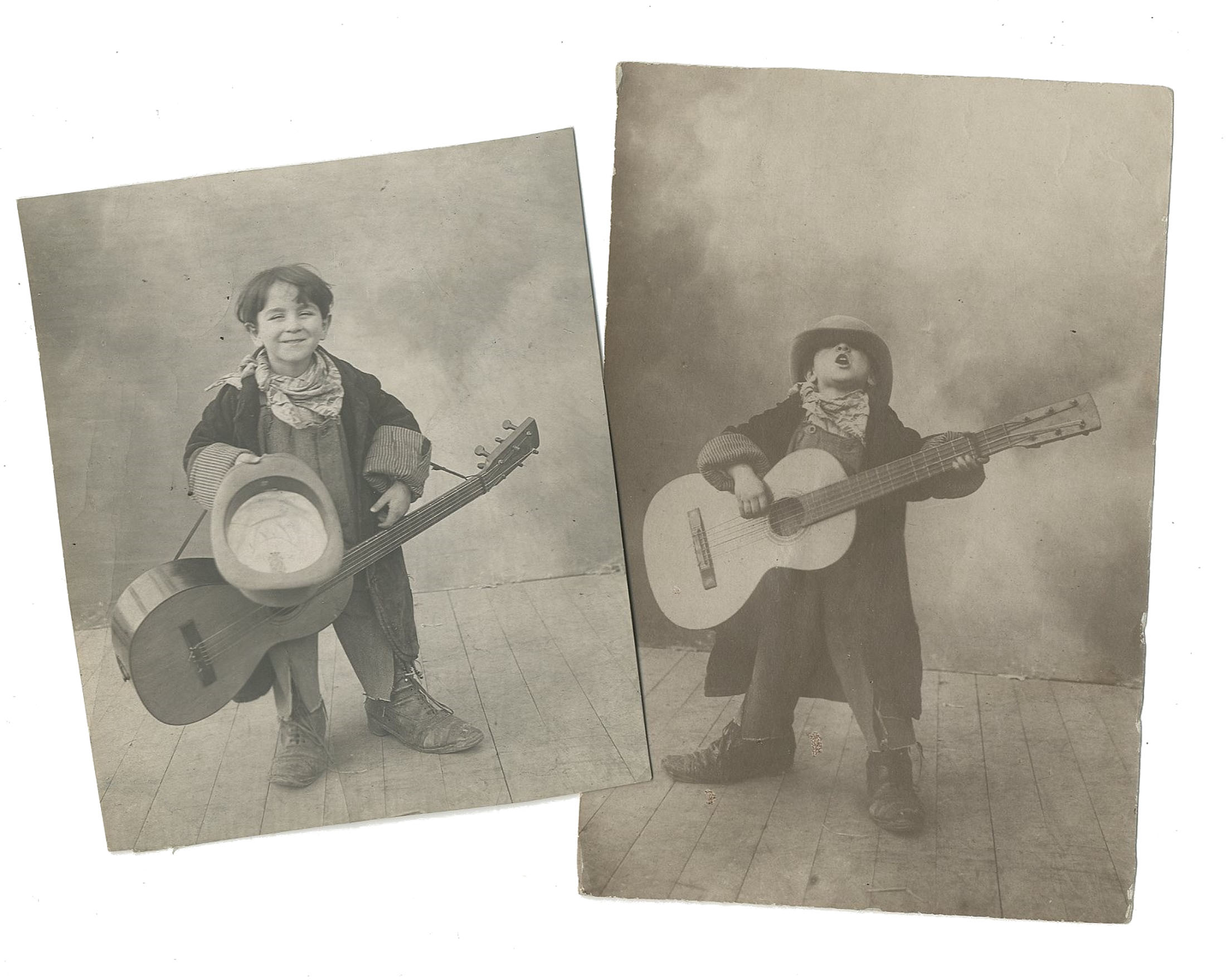
Bout-de-Zan jouant de la guitare, vers 1913.

Bout de Zan se venge est un film muet français réalisé par Louis Feuillade, sorti en 1916.

## Fiche technique
- Titre : Bout de Zan se venge
- Réalisation : Louis Feuillade
- Scénario : Louis Feuillade
- Société de production : Société des Etablissements L. Gaumont
- Pays d'origine :  France
- Langue : film muet avec les intertitres  en français
- Format : Noir et blanc — 35 mm — 1,33:1 — Muet
- Genre : Comédie
- Date de sortie : 
  - France : mai 1916

## Distribution
- René Poyen : Bout de Zan